# Kaliānpur
Kaliānpur är en ort i Indien.   Den ligger i distriktet Kānpur och delstaten Uttar Pradesh, i den centrala delen av landet, 400 km sydost om huvudstaden New Delhi. Kaliānpur ligger 131 meter över havet och antalet invånare är 112 014.
Terrängen runt Kaliānpur är mycket platt. Runt Kaliānpur är det mycket tätbefolkat, med 3 022 invånare per kvadratkilometer. Närmaste större samhälle är Kanpur, 10,1 km öster om Kaliānpur. Runt Kaliānpur är det i huvudsak tätbebyggt.